# 宋務光
宋務光（？—？），一名烈，字子昂，汾州西河（治所今山西汾陽）人。唐代初期大臣。進士及第後，調任洛陽尉，升遷右衛騎曹參軍。神龍初年受詔上書，反對委武三思典機要，隨即以監察御史的身份巡察河南，以政績突出，進拜殿中侍御史，官終右台，卒年四十二。

## 生平
唐中宗神龍元年（705年）七月，天下遭受水災，百姓苦不堪言，唐中宗詔文武九品以上官直言極諫。右衛騎曹宋務光上疏皇帝，首先點出君主願不願意納諫會影響到國家的興衰，君主樂於聽見別人指出自己過失的話，則國家興盛，民間的情況也能通達於上，則政事完美；拒絕忠諫的話，則沒有不混亂的國家，群情壅塞也會造成君主的孤立，進而導致國家喪亂。其次，他用《易经》中所說的，天垂象，見吉凶。自夏天以來，天下各處都遭到災禍，落水的暴漲也造成百姓很大的損害，這是都因為皇帝沒有勤勞地祭祀郊廟所致，要先讓鬼神滿足，國家才能多獲福助。另外，水屬於陰類，就像臣妾之道，陰氣盛的話，水就會溢出來，表示皇帝所親近的後宮可能有干政的行為，提醒皇帝要深思上天的旨意，根絕這樣的事情再者，自從春天到夏天以來，牛多病死，按照《五行傳》中所說，這是因為皇帝不關心朝廷所致。現在的朝廷怪異，雖然賢臣眾多，卻很少人仰慕皇帝。希望皇帝能夠勤思政事，以萬方為念、百姓為憂；不以聲色為娛、犬馬為樂，則天下幸甚。除此之外，宋務光還提倡節儉的風氣，數年以來，公私皆困竭，陛下觀看朝市，則以為大家都既康且富，但是到了鄉村，百姓都穿牛馬之衣，吃豬狗的食物，十室九空。強壯的男丁都在邊塞當兵，孀寡死於溝壑，官吏毒狠，家破人亡。馬困時就要休息，人窮時就會詐偽、奸盜。
另外，宋務光還建議皇帝要遠離小人，國家才能安定。國家的大權，不可以交給別人，希望陛下可以遠佞人，親賢德。宋務光不僅敢直言極諫，關心國政民情，還講究實事求是，但是得到的卻都是冷漠，所言多沒被採納。

## 作品
宋務光今有傳詩三首《海上作》、《七夕》及《七夕感逝》。

## 延伸阅读
[在维基数据编辑]
 在维基文库阅读此作者作品
 《新唐書·卷118》，出自《新唐書》